# Frank Eulberg
Frank Eulberg (* 13. Januar 1963 in Wiesbaden) ist ein deutscher Fußballtrainer.

## Karriere
Eulberg besuchte das Fachgymnasium in Braunschweig, das er mit dem Wirtschaftsabitur abschloss. Seit 1985 ist er als Geschäftsmann selbstständig. 1993 erhielt er die A-Lizenz des DFB. Er besuchte bis 1995 die Deutsche Sporthochschule Köln und schloss sie als Fußballlehrer ab. Erste praktische Erfahrungen im Trainerbereich sammelte Eulberg beim niedersächsischen Amateurverein Sportfreunde Salzgitter sowie beim Frauenteam von Eintracht Wolfsburg. Im Frühjahr 2001 übernahm er das Traineramt beim 1. SC Göttingen 05 und führte die Mannschaft zur Meisterschaft in der Oberliga Niedersachsen.
Von 2005 bis 2007 war Frank Eulberg als Assistenztrainer von Ernst Middendorp bei den Kaizer Chiefs in Südafrika tätig. Danach wechselte er gemeinsam mit Middendorp zu Arminia Bielefeld. Eulberg arbeitete zunächst als Scout und ab Juni 2007 als Co-Trainer. Dabei assistierte er unter anderen Michael Frontzeck und Jörg Berger. Vom 30. März 2010 bis 25. Mai 2010 war er als Cheftrainer des Zweitligisten aktiv. Dabei galt er allerdings nur als Interimslösung und wurde von Christian Ziege ersetzt. Eulberg rückte dadurch wieder in den Co-Trainerstab. Am 10. Juni 2010 gab Arminia Bielefeld schließlich die Trennung von Frank Eulberg bekannt. Nur wenig später, am 27. November 2010, gaben die Bielefelder bekannt von nun an wieder mit Eulberg zusammenzuarbeiten und gaben ihm einen Posten als Assistent der sportlichen Leitung.
Am 1. Juli 2012 wurde er neuer Trainer beim Nord-Regionalligisten Goslarer SC 08. Trotz einer starken Hinrunde und Vertragsverlängerung im Februar 2013 wurde Eulberg im Mai nach einer Niederlagenserie vom Verein beurlaubt. Zur Saison 2013/14 wurde er als Assistenztrainer von Claus-Dieter Wollitz beim Regionalligisten FC Viktoria Köln vorgestellt. Am 6. Dezember 2014 wurden Wollitz und Eulberg vom FC Viktoria Köln beurlaubt. Im April 2016 wurde er als Assistenztrainer von Claus-Dieter Wollitz beim FC Energie Cottbus vorgestellt. Im Juli 2019 schloss er sich Eintracht Braunschweig als Co-Trainer unter Christian Flüthmann an.